# Perry megye (Missouri)
Perry megye az Amerikai Egyesült Államokban, azon belül Missouri államban található. Megyeszékhelye és legnagyobb városa Perryville. Lakosainak száma 18 956 fő (2020. április 1.). Perry megye Randolph, Bollinger, Cape Girardeau, Jackson, Union, Ste. Genevieve, Saint Francois és Madison megyékkel határos.

## Népesség
A megye népességének változása:
| Lakosok száma | 18 968 | 18 898 | 19 019 | 19 072 | 19 183 | 18 956 |
|               | 2010   | 2011   | 2012   | 2013   | 2015   | 2020   |